# Nonac
 Nonac  es una población y comuna francesa, en la región de Poitou-Charentes, departamento de Charente, en el distrito de Angoulême y cantón de Montmoreau-Saint-Cybard.

## Demografía
| 415 | 414 | 389 | 327 | 290 | 315 |
| Para los censos de 1962 a 1999 la población legal corresponde a la población sin duplicidades (Fuente: INSEE [Consultar]) |     |     |     |     |     |